# Таусага, Лаулауга
Лаулауга Таусага (англ. Laulauga Tausaga; род. 22 мая 1998, Гавайи) — американская метательница диска, чемпионка мира 2023 года.

## Биография
На взрослом чемпионате мира 2019 года, который состоялся в Катаре, американская спортсменка впервые в карьере квалифицировалась в финал турнира и с результатом 63,94 метра заняла итоговое 12 место.
В Юджине в 2022 году на чемпионате мира Лаулауга вновь смогла квалифицироваться в финал, но опять заняла 12 место и показала невысокий результат — 56,47 метра. 
Личный рекорд Таусаги в соревнованиях составляет 69,49 м установлен в 2023 году на чемпионате мира в Будапеште. В 2023 году здесь она стала чемпионкой мира, первой среди американских метательниц диска.

## Основные результаты
| Год  | Турнир         | Место проведения  | Место | Дисциплина    | Результат |
| ---- | -------------- | ----------------- | ----- | ------------- | --------- |
| 2019 | Чемпионат мира | Доха, Катар       | 12    | Метание диска | 63,94 м   |
| 2022 | Чемпионат мира | Юджин, США        | 12    | Метание диска | 56,47 м   |
| 2023 | Чемпионат мира | Будапешт, Венгрия | 1     | Метание диска | 69,49 м   |